# Мамай (озеро)
Мама́й (каз. Мамай) — бессточное солёное озеро в Акмолинской области Казахстана. Площадь поверхности озера меняется от 41 км² до 44,5 км². Длина — 8,5 км, ширина — 7,9 км. Средняя глубина — 1,6 м. Озеро расположено в котловине среди небольших холмов. Берега ровные, у русла реки Таттимбет с юго-восточной стороны берег обрывистый. Дно озера пологое, толщина ила — 1 м. Вода озера имеет зелёный цвет, на вкус горькая. На северном берегу озера расположено село Мамай.